# 黃柏儒
黃柏儒（英語：Eric Huang，1990年10月4日—），台灣男演員，曾活躍於新加坡影視業。目前投入商界，并定居上海至今。

## 生平
黃柏儒出生於臺中，讀小學三年級時被父親送到新加坡。在新加坡就讀時，即被新加坡知名导演梁智強相中，並於2002年拍《小孩不笨》中飾演邱達利 (Terry Khoo) 一砲而紅。<其後他在紅星大獎2002青蘋果獎中入圍五強，但不敵新加坡演員李創銳（同時拍《小孩不笨》的男演員）而無法獲獎。
隔年，黃柏儒繼續與李創銳和洪賜健參演《跑吧孩子》。之後，他再參演《My Teacher, My Friend II》、《三個好人》和《小孩不笨2》。2007年，他與李創銳再次合作參演了《再見陽光》，其後他就專注學業並離開演藝界。2009年，黃柏儒畢業於東南亞聯合世界書院，他持有國際中學教育普通證書和國際文憑大學預科課程。之後他離開新加坡並返回他的祖國昇學，他曾就讀國立政治大學商學院風險管理與保險學士和國立政治大學企業管理研究所工商管理碩士。畢業後，他在耐克工作。2019年，他搬至上海。截至目前，他沒有返回新加坡。

## 影視作品

### 電影
| 年份   | 劇名                         | 角色                | 備註                                |
| 2002年 | 《小孩不笨》                 | 邱達利 (Terry Khoo) | 首部出道的電影                      |
| 2003年 | 《跑吧孩子》                 | 小胖 (Fatty)        | 第二次與李創銳和洪賜健合作          |
| 2003年 | 《My Teacher, My Friend II》 | Huang Renxi         |                                     |
| 2005年 | 《三個好人》                 | 王明光的新老闆      | 特別參演                            |
| 2006年 | 《小孩不笨2》                | 小胖 (Fatty)        | 第三次與李創銳和洪賜健合作          |
| 2007年 | 《再見陽光》                 | 梁家輝 (Hui)        | 第四次與李創銳合作 最後一部影視作品 |

### 電視劇
| 年份   | 頻道        | 劇名         | 角色                | 備註             |
| 2002年 | 新傳媒8頻道 | 《小孩不笨》 | 邱達利 (Terry Khoo) | 唯一參演的電視劇 |

## 外部連結
- 黃柏儒的Facebook專頁
- 黃柏儒在互联网电影资料库（IMDb）上的資料（英文）